# Ctenomys talarum antonii
El tuco-tuco de los talares, tuco-tuco del talar o tuco-tuco de Los Talas (Ctenomys talarum antonii) es una supuesta subespecie o una unidad poblacional particular, integrante de la especie C. talarum, un roedor herbívoro del género Ctenomys. Vive en sistemas de galerías subterráneas en el centro-este del Cono Sur de Sudamérica.

## Taxonomía
Esta subespecie fue descrita originalmente en el año 1910 por el zoólogo británico Oldfield Thomas.
Localidad tipo
La localidad tipo referida es: “Estancia Los Yngleses, región de Ajó (partido de General Lavalle), este de Buenos Aires, Argentina”.
La serie nomenclatural consta de ejemplares adultos y dos jóvenes, pertenecientes a ambos sexos, machos: 2060, 2080 y 2081; hembras: 2062, 2067, 2068, 2071, 2079, 2107 y 2113.
Características particulares
Según la descripción original, es una forma similar a C. t. talarum, de igual tamaño que esta. Posee un importante dimorfismo sexual, siendo los machos más grandes que las hembras. Su cariotipo es 2n=48-50.
En C. t. antonii, el patrón cromático de la cabeza y el dorso es generalmente más pálido, en la mayoría de los especímenes se acerca al isabelino, en la zona dorsal está poco ennegrecido. En C. t. talarum los pelos dorsales están fuertemente ennegrecidos en sus porciones terminales y la región frontal es prominente de color negro profundo.
Sería posible también diferenciarla de C. t. talarum por ser más pálida, por tener más blanco en la superficie inferior y por su cola más larga, 61 a 70 mm de longitud contra los 52 a 57 mm de la cola de los ejemplares de Los Talas (localidad tipo de C. t. talarum); sin embargo, medidas promedio y extremas de colas de individuos recogidos en Magdalena (Buenos Aires) arrojaron 66,7 mm ± 4,3 (56,0-75,0).

## Historia natural
Este tuco-tuco es un roedor relativamente pequeño, típicamente erémico, sedentario, solitario y que presenta territorialidad individual, el cual posee un modo de vida hipogeo, gracias a marcadas adaptaciones morfológicas para la excavación, dado sus hábitos subterráneos. 
Aunque frecuentemente hace algunas salidas a la superficie, lleva a cabo la mayoría de sus actividades en total ausencia de luz, dentro de los sistemas de galerías, las que están cerradas a la superficie del suelo. Estas son de estructura ramificada, con longitudes de hasta 25 metros y con diámetros de entre 6 y 8 cm, construidas a un promedio de unos 30 cm de profundidad, en terrenos planos de suelos orgánicos bastante firmes, que tienden a albergar una composición densa de vegetación graminosa.
Se alimenta exclusivamente de vegetales. Suele ser presa de aves rapaces, reptiles y pequeños mamíferos predadores, como zorros, hurones, felinos, etc.
Este tucotuco es afectado por un ectoparásito, el cual es exclusivo de C. t. antonii: Androlaelaps torresi.

## Distribución, hábitat y discusión taxonómica
Esta forma es endémica del centro-este de la Argentina, específicamente del este y sudeste de la provincia de Buenos Aires. Si se acepta la categorización de subespecie distinta para las poblaciones del sudeste bonaerense, Ctenomys talarum antonii se distribuye por el sur desde la ciudad de Santa Clara del Mar (partido de Mar Chiquita) y alcanzando por el norte hasta la zona de la boca del río Salado (partido de Castelli). En la región situada hacia el norte del citado curso fluvial (desde el partido de Punta Indio) es reemplazado por C. t. talarum “sensu stricto”, taxón en el que algunos mastozoólogos incluyen a las poblaciones de C. t. antonii, pero otros continúan considerándola una subespecie válida, por tanto, independiente de C. t. talarum.
También en el pasado habitó en ambientes similares algo hacia el interior provincial (sistema de Tandilia), pero esas poblaciones se han extinguido.
Sus poblaciones remanentes se distribuyen a lo largo de una franja -de ancho variable- paralela a la costa del Río de la Plata y del mar Argentino, pero siempre en íntima relación a terrenos no inundables ocupados por cordones de conchilla subfósil o médanos muertos, en donde la vegetación dominante era originalmente un denso bosque semixerófilo de talas, de allí su nombre científico y vulgar, así como también lonjas de médanos fósiles con vegetación psamófila compuesta por una estepa con algunas leñosas arbustivas.
Luego de las últimas poblaciones costeras de C. t. antonii (alrededores de la ciudad de Santa Clara del Mar) se presenta un hiato de unos 150 km sin poblaciones de la especie, la que vuelve a aparecer en la zona de Necochea, pero representada con un taxón referido a una subespecie distinta (C. t. recessus). Ambas muestran diferencias en caracteres demográficos; C. t. antonii posee altas densidades (65 ind./ha), proporciones sexuales desviadas en adultos hacia las hembras y dispersión con predominio de machos, así como un dimorfismo sexual más marcado (mayor proporción del tamaño más grande de los machos sobre el de las hembras); mientras que en C. t. recessus se encontró en densidades menores (13 ind./ha), proporciones sexuales no desviadas, dispersantes inmaduros de ambos sexos, y un dimorfismo sexual de tamaño menos significativo.
Si bien en 2004 fue cuestionada la consideración de C. t. recessus en una categorización taxonómica propia, (algo no apoyado por la mayoría de las publicaciones posteriores) al estar completamente separada de las poblaciones de C. t. antonii (por tanto, con total ausencia de mínimo flujo genético entre ellas) merecen por lo menos ser tratadas como dos unidades evolutivamente significativas (UESs), un concepto de una unidad biológica que busca la conservación de todas las poblaciones que constituyen una parte importante del legado de una especie, por lo que los administradores de recursos para la conservación de la diversidad biológica deben gestionar poblaciones geográficamente distantes por separado.
Algunas poblaciones de C. t. antonii se han visto afectadas por causas antrópicas (avance de la frontera agropecuaria y urbanización costera galopante) factores que se han agravado por presentar la región un ciclo con mayores precipitaciones, lo que perjudicaría a este tucotuco.